# The Juliana Theory
The Juliana Theory — американский рок-дуэт Бретта Детара и Джошуа Фидлера. Сначала группа записывалась на лейбле Tooth & Nail Records. Затем они заключили контракт с Epic Records для выпуска альбома Love. Музыканты выпустили четыре студийных альбома перед распадом группы в 2006 году. С тех пор группа воссоединялась трижды: в 2010 году; в 2017 году для проведения тура в честь 20-летия коллектива. А в 2020 году The Juliana Theory объявила о подписании контракта с Equal Vision Records и выпустила новый сингл «Can’t Go Home» 20 ноября 2020 года.

## История группы

### Создание коллектива
Группа The Juliana Theory была создана в 1997 году Джошуа Фидлером и Нилом Хебранком вместе с Чадом Монтикью, Джеремией Момпером и Бреттом Детаром. Изначально коллектив формировался как второстепенный проект, так как музыканты играли в других коллективах. «На самом деле мы создали эту группу как шутку», — вспоминает Детар. «Постепенно нам начала нравиться музыка, которую мы создавали в The Juliana Theory, больше, чем то, что мы делали в других коллективах. В конце концов, все решили сделать этот музыкальный проект своей постоянной группой».
В интервью на сайте Tapout Zine музыканты пояснили, что за названием коллектива никогда не было настоящей концепции. «Раньше у нас была тщательно продуманная история… но мы устали её рассказывать. Изначально группа должна была стать второстепенным проектом…название которого мы придумали перед нашим первым выступлением. Оно вообще не имеет никакого смысла». В интервью Los Angeles Times вокалист Бретт Детар сказал, что название получилось «довольно глупым».
Первое выступление The Juliana Theory состоялось на сцене колледжа Сент-Винсент. Популярность группы росла, и вскоре их заметил представитель лейбла Tooth & Nail Records на музыкальном фестивале Cornerstone. Дебютная профессиональная запись коллектива представляла собой сплит-EP с группой Dawson High на Arise Records. Вскоре после этого The Juliana Theory подписали контракт на выпуск нескольких альбомов с базирующейся в Сиэтле компанией Tooth & Nail Records.

### Сотрудничество с Tooth and Nail Records
В рамках сотрудничества с Tooth & Nail, The Juliana Theory выпустили дебютный альбом Understand This Is a Dream 23 марта 1999 г. Через год The Juliana Theory и Tooth & Nail выпустили второй альбом Emotion Is Dead. Оба альбома были проданы в количестве 130 000 экземпляров. После выпуска альбома Emotion Is Dead, у Tooth & Nail и The Juliana Theory возникли разногласия в вопросе творческих и рекламных направлений маркетинга группы. Не сумев их разрешить, группа начала искать новый лейбл для сотрудничества. Однако 23 октября 2001 года The Juliana Theory выпустили шесть новых песен в виде EP Music from Another Room на Tooth & Nail Records.

### Сотрудничество с Epic
В 2001 году The Juliana Theory подписала контракт с Epic / Sony. После начал этого сотрудничества группа принимает участие в фестивале Warped Tour. Перед записью Love, третьего полноформатного альбома группы уже для Epic Records, барабанщик Нил Хебранк был заменён Джошем «Чипом» Уолтерсом.
Записанный в Калифорнии альбом Love спродюсировал Джерри Харрисон из Talking Heads, который также работал с успешными группами Live and No Doubt. Love был продан в количестве более 100 000 копий. Пластинка также дебютировала в чарте Billboard 200 на 71 месте и осталась в топ-200 на 5 недель.
В 2003 году Детар поделился своими мыслями о сотрудничестве группы с Sony. «Сотрудничество идёт не так хорошо, как мы надеялись», — сказал он. «Мы никогда не проводили много времени в студии звукозаписи, в котором мы работали». Вскоре группа разорвала отношения с Epic Records. Музыканты решили записывать следующий альбом самостоятельно.

### Создание собственного лейбла Paper Fist
После ухода из Epic Records группа создала собственный лейбл под названием Paper Fist. Его название — отсылка к песне «To the Tune of 5,000 Screaming Children». Четвёртый студийный альбом Deadbeat Sweetheartbeat был выпущен 13 сентября 2005 г. Также ограниченным тиражом был выпущен 25-минутный документальный фильм о группе.

### Распад коллектива
9 февраля 2006 года группа объявила о распаде. В качестве причины прекращения существования коллектива музыканты указали проблемы со звукозаписывающими компаниями Tooth & Nail и Epic. Участники группы занялись собственными музыкальными проектами.

### Воссоединение
14 декабря 2009 года группа объявила, что летом 2010 года музыканты отыграют два шоу в честь 10-летней годовщины выпуска альбома Emotion Is Dead.
23 марта 2010 года лейбл Mightier Than Sword Records выпустили на виниле альбом Understand This Is a Dream также в честь 10-летнего юбилея.
17 апреля 2017 года группа объявила о летнем туре по Северной Америке в честь своего 20-летия.

### Сотрудничество с Equal Vision Records
20 ноября 2020 года группа объявила, что подписала контракт с Equal Vision Records и выпустила новый сингл «Can’t Go Home».
1 января 2021 года The Juliana Theory выпустила новый трек под названием «Better Now», премьера которого состоялась на YouTube.
Группа выпустила свой первый с 2005 года альбом A Dream Away 26 марта 2021 года на лейбле Rude / Equal Vision Records, который включает в себя треки «Better Now», а также переосмысленные версии нескольких более ранних хитов, включая «Into the Dark» и «If».

## Состав группы

### Участники коллектива в настоящее время
Бретт Детар — вокал, ритм-гитара, клавишные, программирование (1997—2006, 2010, 2017-настоящее время)
Джошуа Фидлер — соло-гитара, бэк-вокал (1997—2006, 2010, 2017-настоящее время); бас-гитара (2017-настоящее время)

### Бывшие участники группы
Чэд Алан — бас-гитара (1997—2006, 2010, 2017)
Джошуа Коккер — ритм-гитара (1999—2006, 2010, 2017)
Джош Уотлерс — барабаны (2001-06, 2010, 2017)
Джеремайя Момпер — ритм-гитара (1997—1999)
Нейл Хебранк — барабаны (1997—2001)